# 美濃湖
美濃湖，原名為中圳埤，位於台灣高雄市美濃區，原本是羌子寮溪和太坑溪匯流而成的自然沼澤窪地，漢人到此定居開墾後，便順著地勢築湖蓄水。美濃湖為龍骨瓣莕菜（俗稱「野蓮」）原生地，而後有農民移植出來實驗種植，現今美濃有許多農民種植野蓮，佔全台九成產量，成為美濃重要的經濟作物之一。

## 背景
美濃湖原名中圳埤，興建於清乾隆十三年，即西元1748年。
日治時期於1916年至1920年改建為現代化水庫，包括將大壩改為高6公尺的土石壩，以及設置自由溢流式溢洪道1座、灌溉取水閘門3座、排水閘門2座。
戰後於1956年，因蔣中正到訪美濃而更名中正湖。
2016年8月順應民意及觀光，命名為美濃湖。

## 相片集

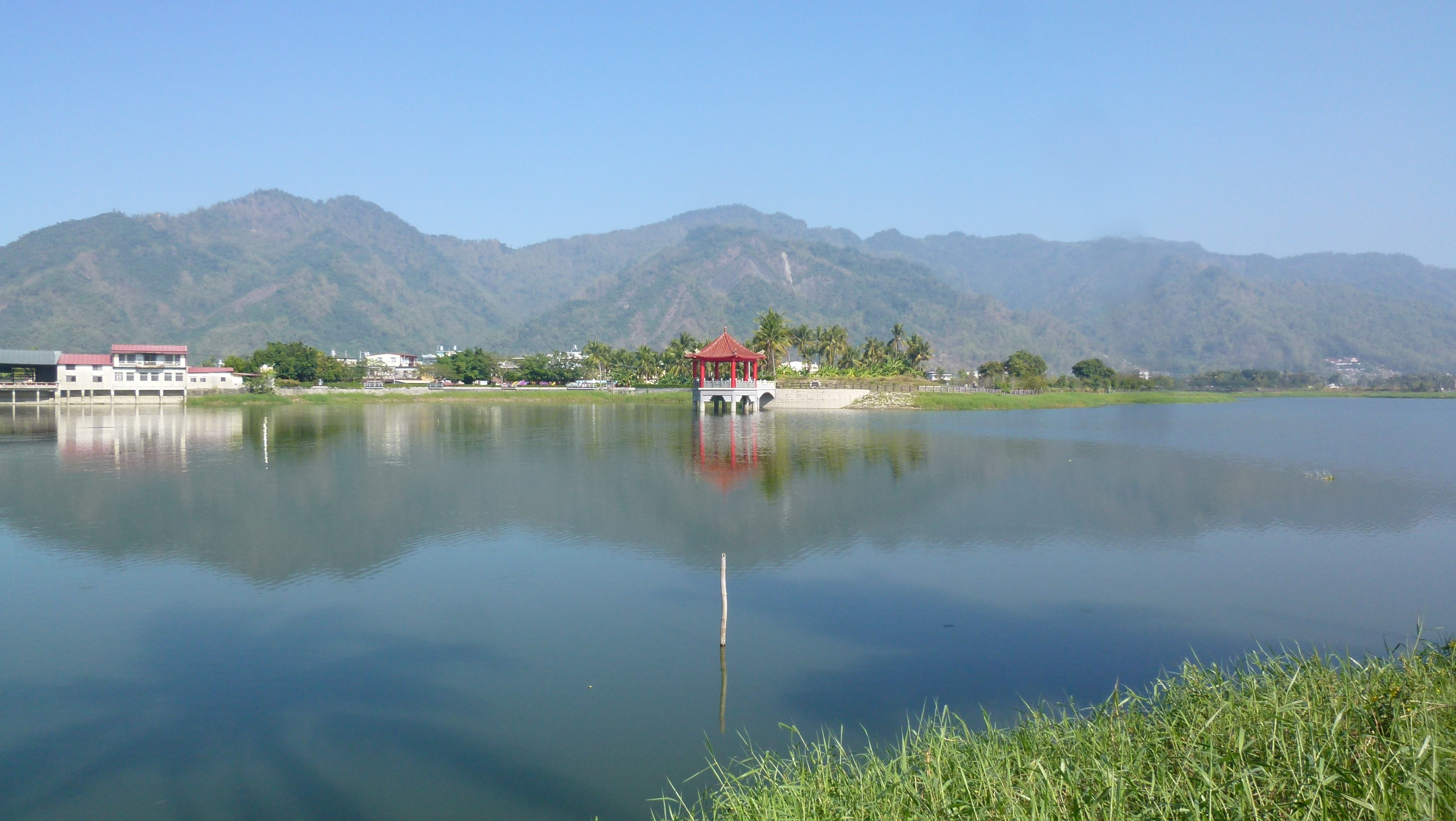
2012年的美濃湖（時稱中正湖）
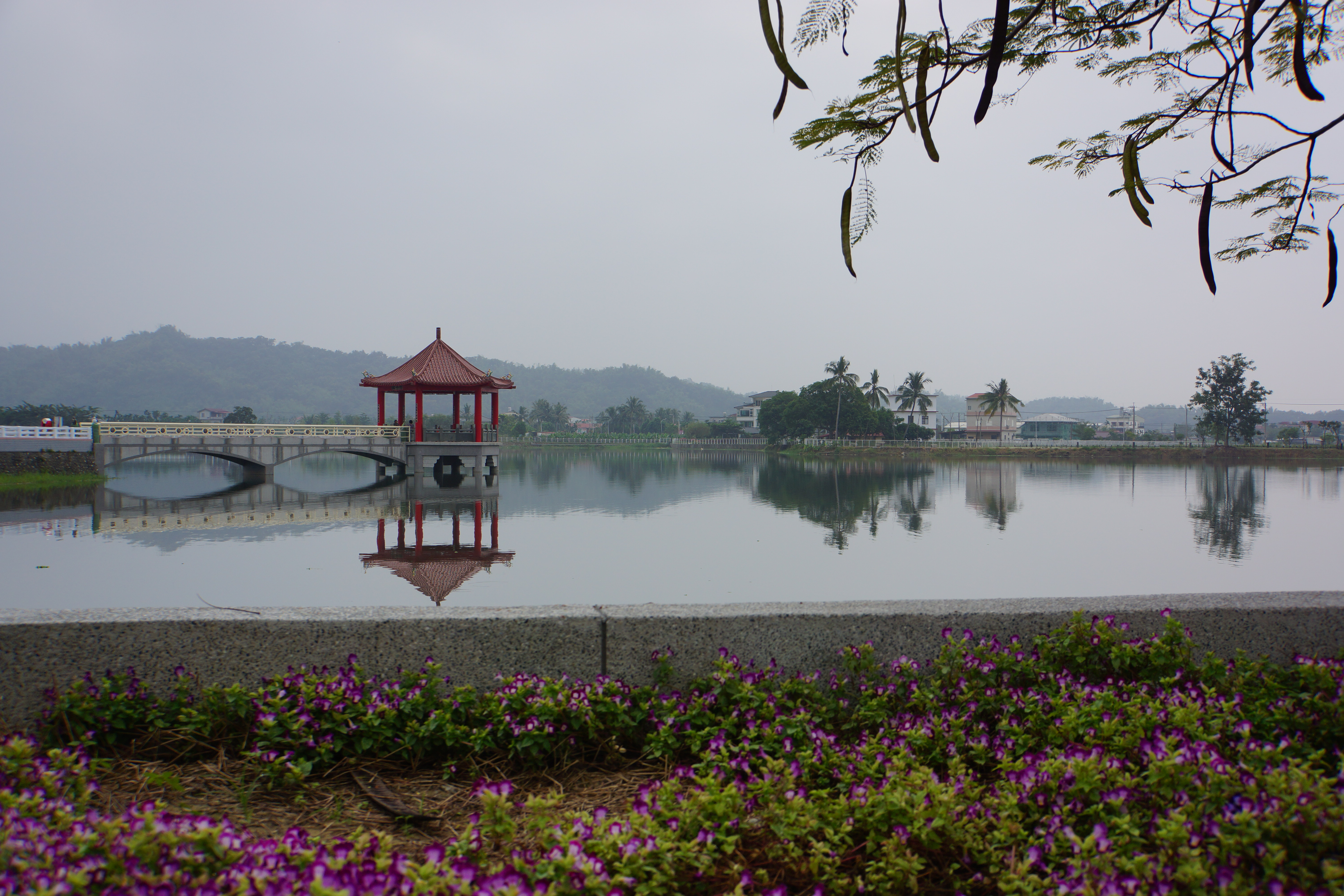
美濃湖風景1
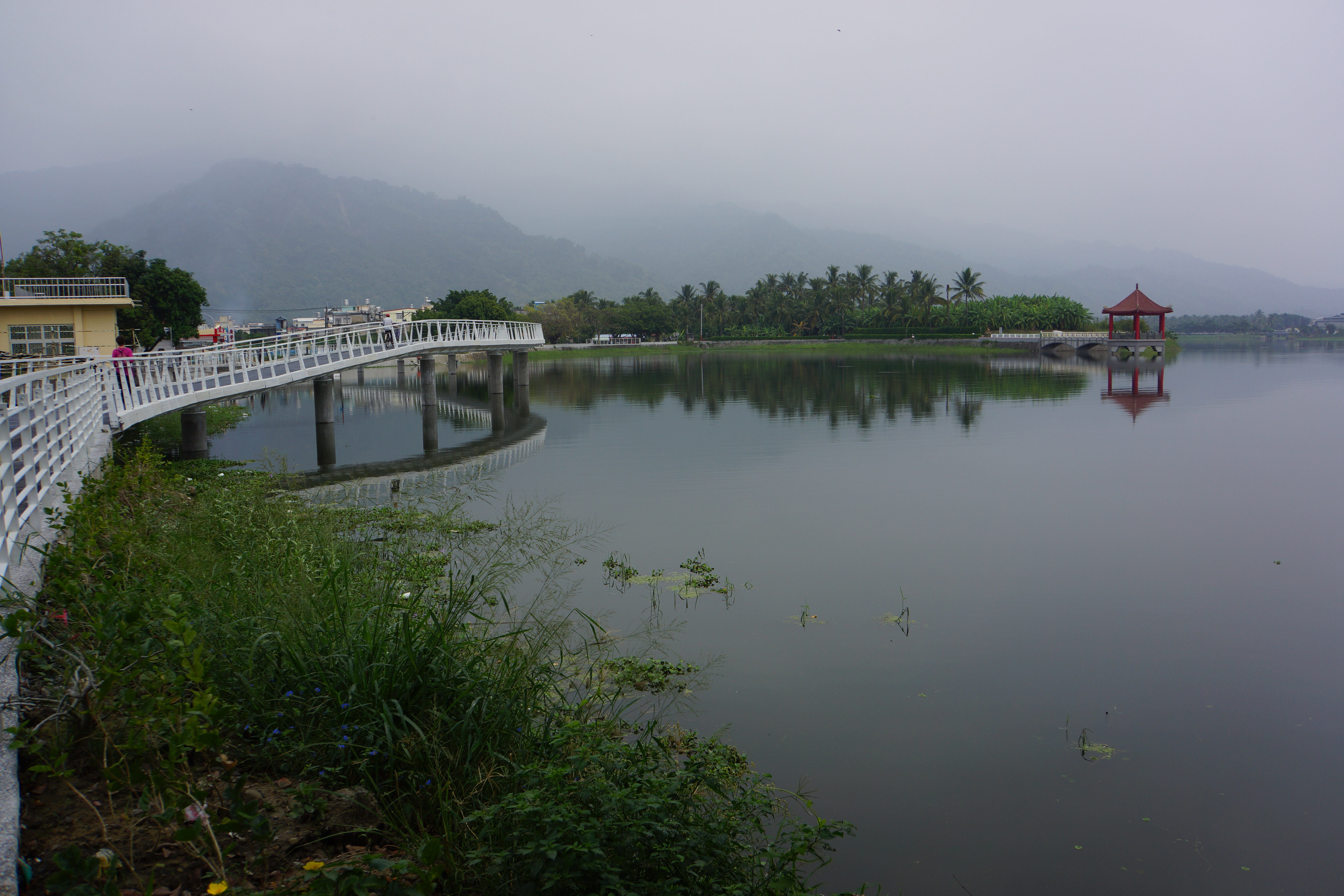
美濃湖風景2
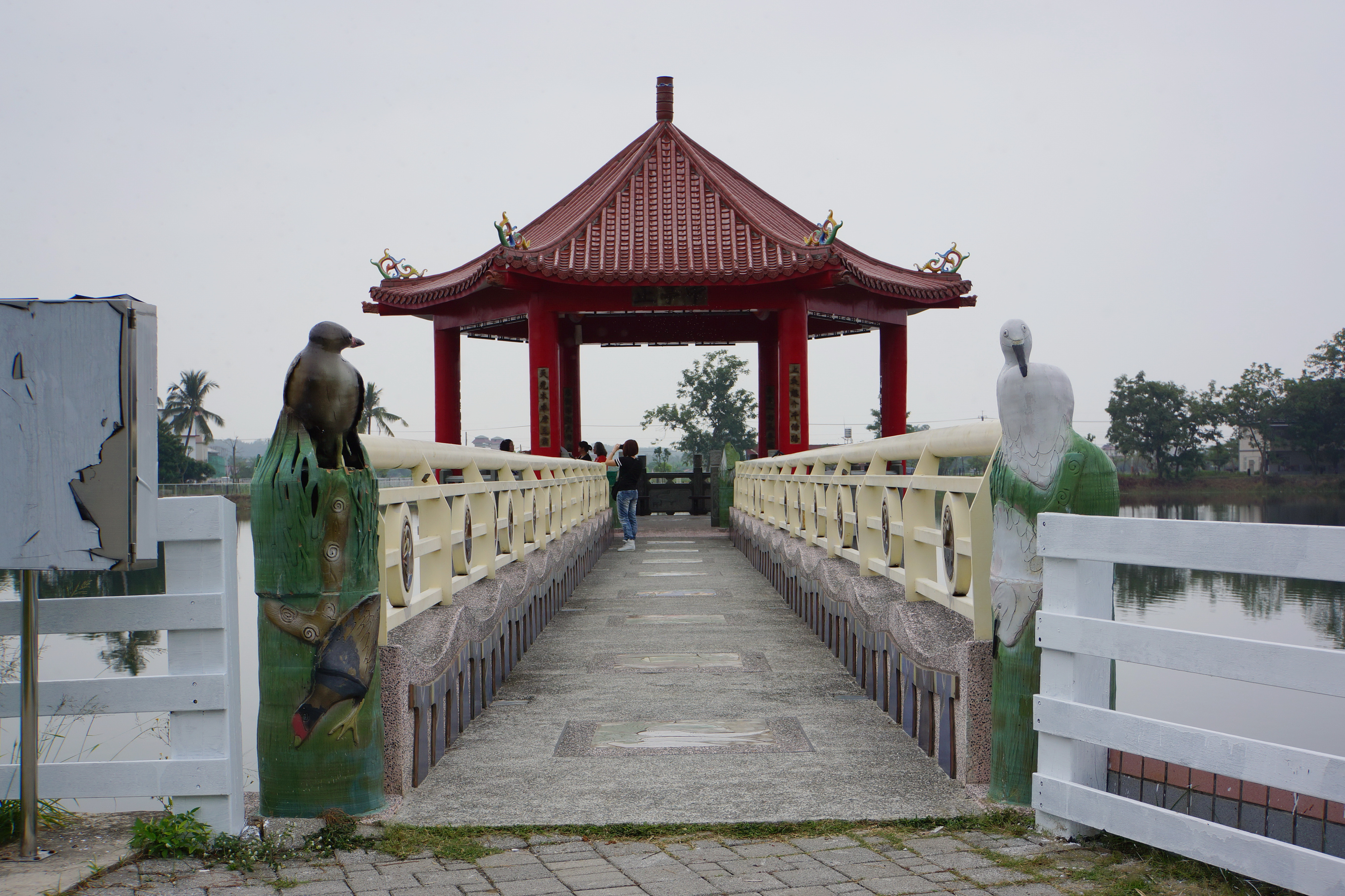
美濃湖的涼亭「中正亭」
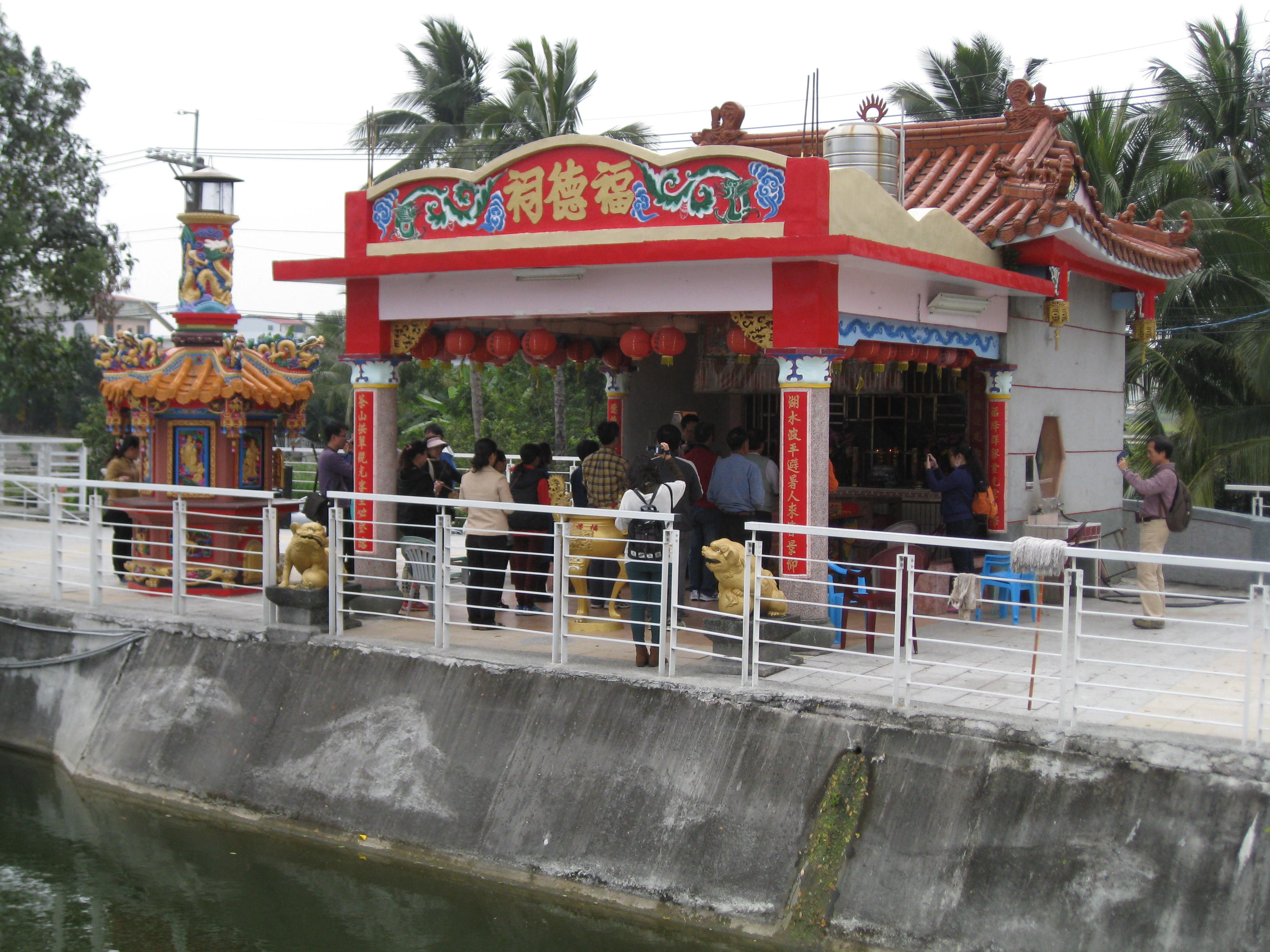
美濃湖畔的中圳糧埤伯公，正值瀰濃永安庄伯公福廠入年駕祭典

### 腳註
1. ↑  . 高雄市美濃區公所. 2016-12-01  [2019-03-31]. （原始内容存档于2019-03-31） （中文）.
2. ↑  張晏慈. . TVBS新聞. 2023-06-13  [2023-06-13]. （原始内容存档于2023-06-14）.
3. ↑  王榮祥. . 自由時報. 2016-08-22  [2016-09-03]. （原始内容存档于2016-08-26）.

### 文獻
- 黃兆慧. . 台北: 遠足文化. 2002.
- . 客家新聞雜誌. 2012-06-21  [2016-09-03]. （原始内容存档于2016-09-15）.。